# Neoscona tedgenica
Neoscona tedgenica är en spindelart som först beskrevs av Bakhvalov 1978.  Neoscona tedgenica ingår i släktet Neoscona och familjen hjulspindlar. Inga underarter finns listade i Catalogue of Life.